# Patria Mirabal
Aída Patria Mercedes Mirabal Reyes de González (Ojo de Agua, 27 de febrero de 1924 - 25 de noviembre de 1960) fue una mecanógrafa y activista dominicana. Fue una de las hermanas asesinadas por el dictador Rafael Leónidas Trujillo.

## Primeros años y familia
Llamada "Patria" por haber nacido un 27 de febrero, fecha en la cual se conmemora la independencia de su país. Artista por naturaleza, desde pequeña tuvo afición por la pintura, en la que se refugiaba en los momentos íntimos y trágicos de su vida, creando obras de singular belleza, ternura y armonía. Terminó sus estudios de la enseñanza intermedia y se graduó en dactilografía en el Colegio Inmaculada Concepción de La Vega.
Contrajo matrimonio a la edad de 17 años, con Pedro Antonio González, miembro de una prestigiosa y acomodada familia de terratenientes de la región del Cibao. De esa unión nacieron: Nelson Enrique, Noris Mercedes, y Fidel Raúl Ernesto.

## Tiranía
Por su participación en los esfuerzos para derrocar al dictador Rafael Leónidas Trujillo Molina (Trujillo), el gobierno puso en pública subasta todas sus pertenencias campestres y confiscó la casa y  las propiedades de la familia González Mirabal. Sin embargo, Patria seguía apoyando a su hermana Minerva en sus esfuerzos contra el gobierno y se oponía a Trujillo porque estaba preocupada por el futuro de los niños del país.
Patria sufrió todo el rigor y la brutalidad de la tiranía, viendo destruido su hermoso hogar desde los cimientos mismos de la plataforma. Así como puestas en pública subasta todas sus pertenencias campestres.
Su carácter dulce y tierno no la arrastró a la amargura. Era consciente de su lucha y siempre estuvo al lado de Minerva, dándole apoyo y cariño. Sus ideas, eran claras y concisas.
Consciente de la realidad en que vivía, exclamaba: “Esta no es sólo una causa para hombres, sino también para mujeres…” y con mucho valor “…No podemos dejar que nuestros hijos crezcan en este régimen corrupto y tiránico, tenemos que luchar en su contra, y yo estoy dispuesta a darlo todo, aún mi vida si es necesario”.

## Asesinato
Patria fue asesinada a golpes junto a Minerva y María Teresa, sus hermanas, y Rufino de la Cruz, el conductor del Jeep en el que viajaban el 25 de noviembre de 1960 cerca del puente Marapica, en la carretera Santiago-Puerto Plata, mientras regresaba a su hogar después de haber visitado a los esposos de sus hermanas Minerva y María Teresa en la fortaleza de Puerto Plata, donde se encontraban presos por sedición.
En memoria de Patria y sus hermanas Minerva y María Teresa, cada 25 de noviembre se conmemora el Día Internacional de la Eliminación de la Violencia contra la Mujer, por la resolución oficial de la ONU aprobada por su asamblea el 7 de febrero de 1999.